# Johann Christian Hasse

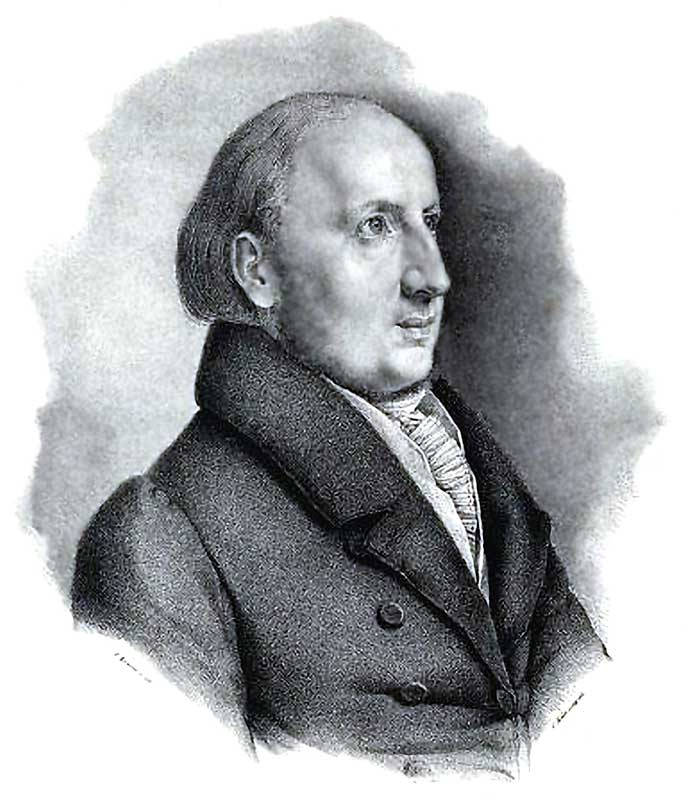
Johann Christian Hasse.

Johann Christian Hasse, född 24 juli 1779 i Kiel, död 18 november 1830 i Bonn, var en tysk jurist.
Hasse blev 1811 professor i Jena, 1813 i Königsberg (där han 1815 var rektor), 1818 i Berlin och 1821 i Bonn. Han skrev bland annat Die culpa des römischen Rechts (1815, andra upplagan 1838), Das Güterrecht der Ehegatten (1824) och utgav, gemensamt med bland andra Georg Friedrich Puchta, sedan 1827 Rheinisches Museum für Jurisprudenz.